# Gombrèn
Gombrèn – gmina w Hiszpanii, w prowincji Girona, w Katalonii, o powierzchni 43,64 km². W 2011 roku gmina liczyła 209 mieszkańców.